# تتسواکی ناکامورا
تتسواکی ناکامورا (انگلیسی: Tetsuaki Nakamura؛ زادهٔ ۱ اکتبر ۱۹۴۸) بوکسور اهل ژاپن بود.